# 388 Arletta Avenue
Pour plus de détails, voir Fiche technique et Distribution.
388 Arletta Avenue est un thriller canadien écrit et réalisé par Randall Cole et sorti en 2011. Le film est produit par Vincenzo Natali.

## Synopsis
James (Nick Stahl) et son épouse Amy (Mia Kirshner) vivent confortablement dans les faubourgs de Toronto. Ils ne savent pas qu'ils sont surveillés 24 heures sur 24.

## Fiche technique
- Titre original : 388 Arletta Avenue
- Réalisation : Randall Cole
- Scénario : Randall Cole
- Direction artistique : Peter Cosco
- Photographie : Gavin Smith
- Montage : Kathy Weinkauf
- Production : Steve Hoban, Mark Smith
  - Production déléguée : Vincenzo Natali
- Société de production : Copperheart Entertainment
- Société de distribution :  E1 Entertainment
- Pays de production :  Canada
- Langue originale : anglais
- Format : couleurs - 2,35:1 - 35mm -  son Dolby numérique
- Genre : thriller
- Durée : 86 minutes
- Dates de sortie :
  - Canada : 11 septembre 2011 (Festival de Toronto) ; 15 juin 2012 (sortie limitée)
  - Royaume-Uni : 27 avril 2012

## Distribution
- Nick Stahl : James Deakins
- Mia Kirshner : Amy Deakins
- Devon Sawa : Bill
- Charlotte Sullivan : Sherry
- Krista Bridges : Katherine
- Graham Abbey : un officier de police